# Csoma Gergely
Csoma Gergely (Budapest, 1954. június 9. –) fényképész, szobrász, néprajzkutató, Csoma Zsigmond történész fivére, Csoma Mózes Korea-kutató édesapja.

## Élete
1975 és 1977 között a varsói Képzőművészeti Akadémián tanult, majd 1982-ig a Magyar Képzőművészeti Főiskolán. Az 1980-as években kisplasztikákat készített, de megismerkedett a faszobrászattal is. Időközben figyelt fel a moldvai csángók életére, és – kezdetben illegális – kutatóútjai során (1977-től) számos dokumentumfilmben és könyvben dolgozta fel szokásaikat. Fényképeiből több kiállítás készült. Mesterének Domokos Pál Pétert tekintette, akivel személyes kapcsolatban is volt.

## Könyvei
- Moldvai csángó magyarok, Corvina Könyvkiadó, Budapest, 1988
- Varázslások és gyógyítások a moldvai csángómagyaroknál, Kráter Műhely Egyesület, Pomáz, 2001
- Elveszett szavak. A moldvai magyarság írott nyelvemlékei; Etnofon, 2004
- Megtalált szavak. Tanárként Moldvában; Agroinform, Budapest, 2005
- Az elhagyott idő. 33 év a moldvai csángók között, Székelykönyv Kft., h. n., 2009
- Moldvai kerékpár és más történetek, Fekete Sas Kiadó, Budapest, 2012
- Moldvai repülés, Fekete Sas Kiadó, Budapest, 2013
- A megkötött idő – Varázslások, ráolvasások, rontások, archaikus imák és népmesék Moldvából, Fekete Sas Kiadó, Budapest, 2016
- Lélekbárka. Elbeszélések; Kráter, Pomáz, 2022

Több más könyvbe, folyóiratba (pl. Néprajzi látóhatár, Honismeret) írt kisebb fejezeteket, cikkeket. Ő készítette el Az aranyréce – Mesék Moldvából (Hagyományok Háza, Budapest, 2005) című könyv fényképanyagát is.

## Díjak, kitüntetések
- Minisztériumi nívódíj a Moldvai csángó magyarok című kötetéért (1989)
- Magyar Érdemrend Lovagkeresztje kitüntetés (2012)
- Petrás Incze János-díj (2019)
- A Magyar Művészeti Akadémia Életműdíja (2024)